# HD 95089
HD 95089 — звезда, которая находится в созвездии Льва на расстоянии около 453 световых лет от нас. Вокруг звезды обращается, как минимум, одна планета.

## Характеристики
HD 95089 — оранжевый субгигант с массой и диаметром, равными 1,58 и 4,9 солнечных соответственно. Звезда ярче Солнца в 13 с половиной раз, но заметно холоднее его: температура её поверхности составляет около 5000 кельвинов. Возраст звезды оценивается приблизительно в 2,5 миллиарда лет.

## Планетная система
В 2010 году командой астрономов из обсерватории Кек было объявлено об открытии планеты HD 95089 b в системе. Она представляет собой газовый гигант, по массе лишь немного превосходящий Юпитер. Планета обращается по слабоэллиптичной орбите, совершая полный оборот за 507 суток. Открытие было совершено методом Доплера.